# Torre civica (Tournai)
La torre civica di Tournai (alta 72 metri) è la più antica torre civica del Belgio ed è stata inscritta tra i patrimoni dell'umanità dell'UNESCO. Costruita nel XII secolo, è la più antica torre civica ben conservata in Belgio. Si trova ai margini della Grand Place a Tournai.

## Storia
Fu costruita dal 1188, quando il re di Francia Filippo Augusto permise ai cittadini di Tournai di avere in qualche luogo una torre civica per usarla per i loro affari. Venne consolidata già nel 1294. Prima di quella data, la torre doveva essere una semplice torre quadrata che terminava in una terrazza merlata fiancheggiata da archi arrotondati. Questa torre doveva essere snella e non molto solida. Inoltre, già nel 1294, si pensava di rafforzarla. I contrafforti furono costruiti con i lati tagliati, le torrette ottagonali agli angoli e la torre fu elevata fino alla piena altezza della grande finestra. Era sormontata da una cupola in ardesia e da torrette..
Un incendio nella notte tra il 13 e il 14 febbraio 1391 distrusse il coronamento e diversi altri piccoli danni sono capitati nel corso dei secoli. Il pianta della torre ha la forma di un parallelogramma irregolare con contrafforti con lati inclinati. Costruita in pietra blu, è alta 72 metri. La prima sezione è tra il terreno e la prima galleria interna, la seconda è la sezione intermedia e la terza costituisce la cupola a piramide e le torrette.
Una scala di 257 gradini raggiunge le stanze del quinto piano, utilizzate precedentemente come prigione. La sua campana annunciava agli abitanti dello svolgimento di un processo, di un'esecuzione capitale o di un pericolo (attacco alla città, fuoco ...) o avvertiva dell'apertura e della chiusura delle porte della città o annunciava un giorno festivo. Vi era anche una stanza per l'addetto al suono delle campane.
In 1535 la città installò un carillon di campane e nuove decorazioni intagliate (draghi, sirene, tritoni e stendardi) adibendo la torre anche a prigione comunale. Attualmente il carillon è costituito da 43 campane fuse tra i secoli XVI e XIX. In 1782, il drago che sormontava la torre fu sostituito da un globo sormontato dall'aquila austriaca, in ricordo della visita dell'imperatore Giuseppe II del Sacro Romano Impero a Tournai nel 1781. In 1844, la città intraprese lavori di ristrutturazione, affidati all'architetto Bruno Renard che, con Justin Bruyenne 1844, che le conferirono un carattere più gotico.
Nel 1948, le quattro sculture che si affacciavano dalle quattro torrette angolari (raffiguranti un mitragliere, un spadaccino, un balestriere e un arciere, vennero rimosse e sostituite da quattro statue scolpite da Stella Laurent rappresentante un intero "comunier" (borghesia urbana). Nel 1992, la torre subì un nuovo periodo di ristrutturazione e venne aperta al pubblico nel 2002. Nel 2004, è stato restaurato il carillon.

## Utilizzazione
Nel corso dei secoli, la torre è stata usata da torre di avvistamento, prigione, campanile, torre dell'orologio e municipio. Era il simbolo dell'autonomia comunale di Tournai e custodiva le carte che la testimoniavano. È diventata un sito UNESCO nel 1999.
Ora è utilizzata per spettacoli multimediali e mostre (una piccola mostra e una presentazione audiovisiva illustrano la sua storia). Il suo carillon (che non è originale) viene suonato ogni domenica d'estate intorno alle 15:30.

## Galleria d'immagini

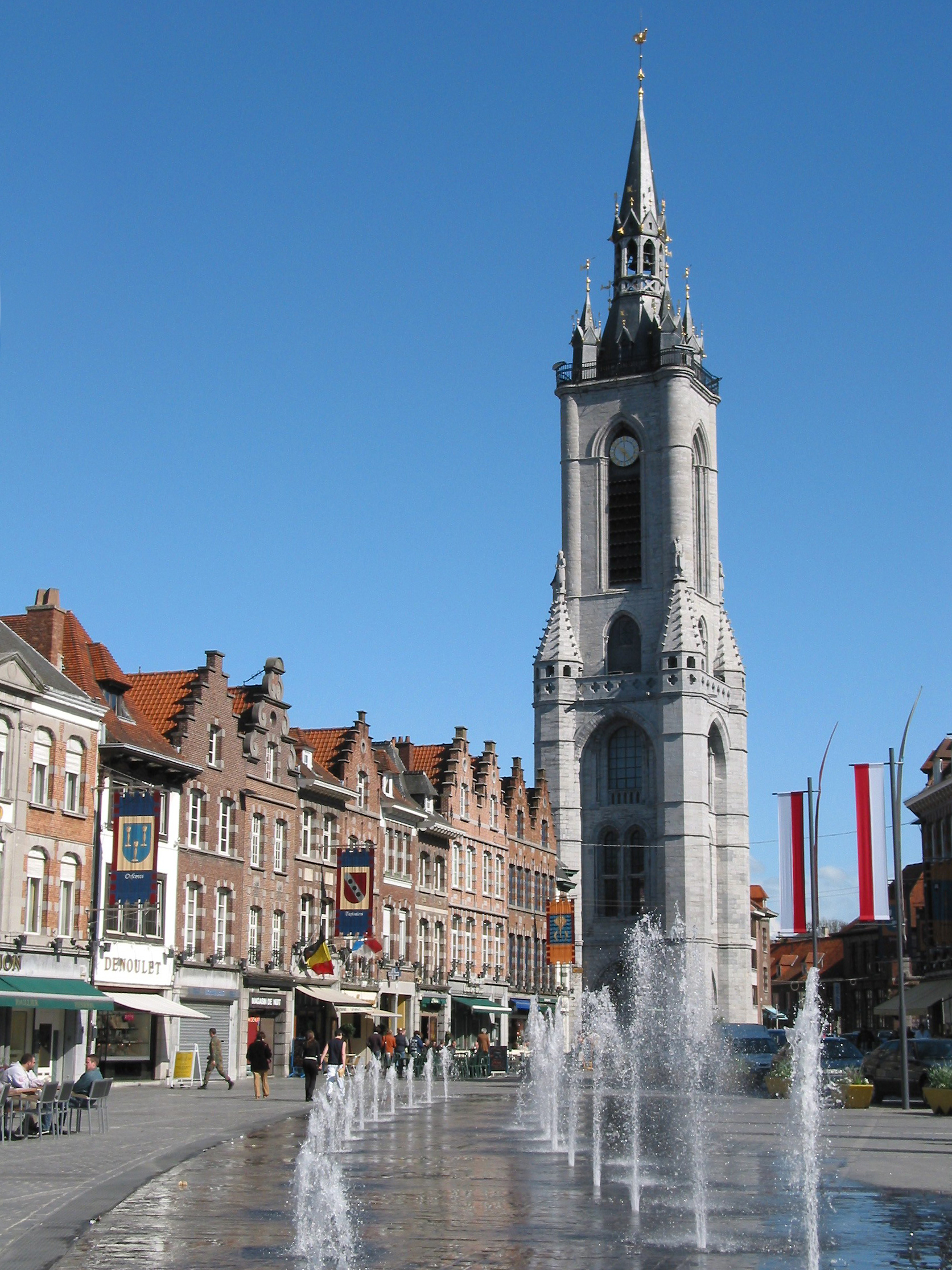
La torre civica di Tournai.
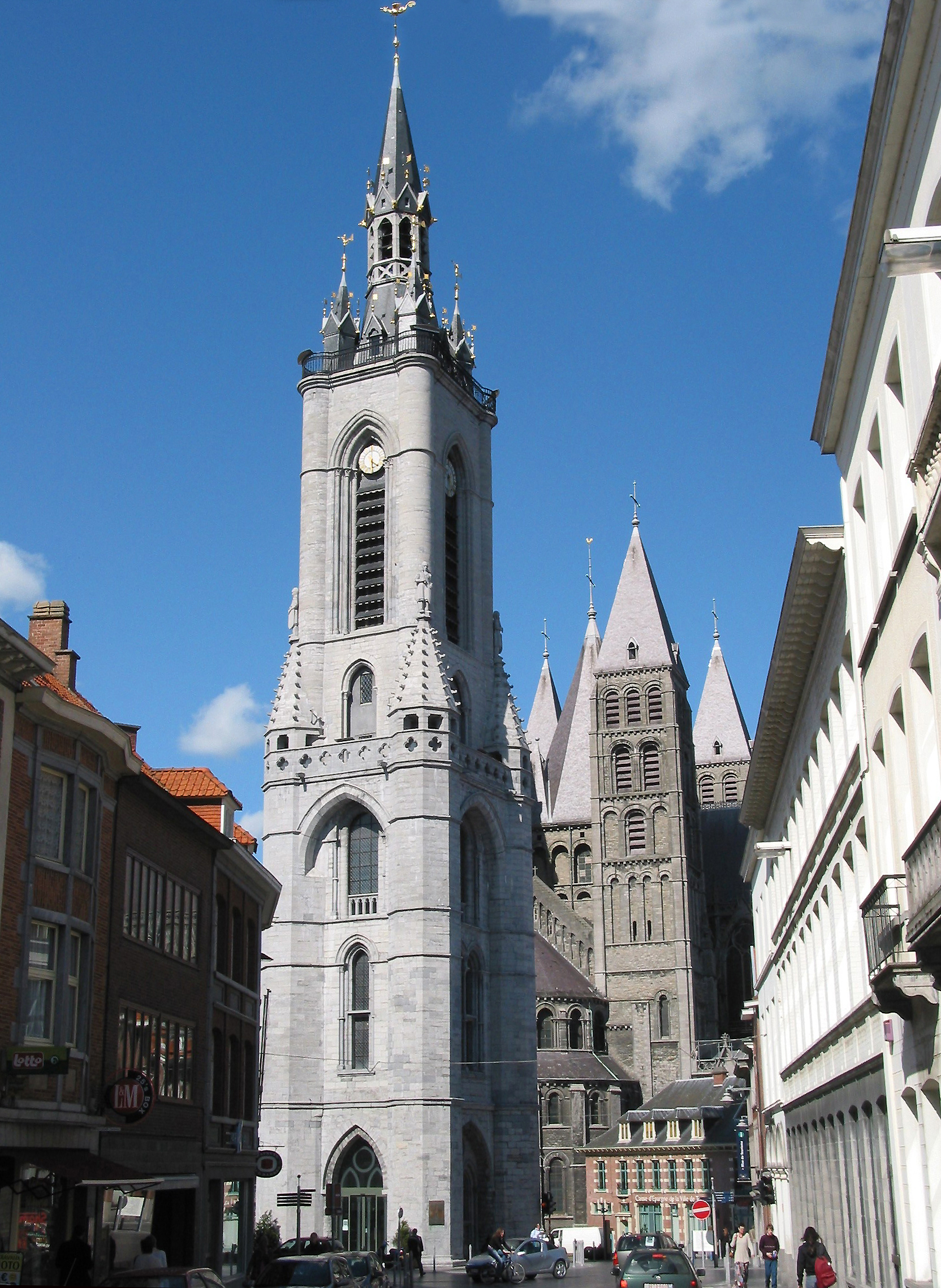
La torre civica di Tournai e la cattedrale di Notre-Dame.
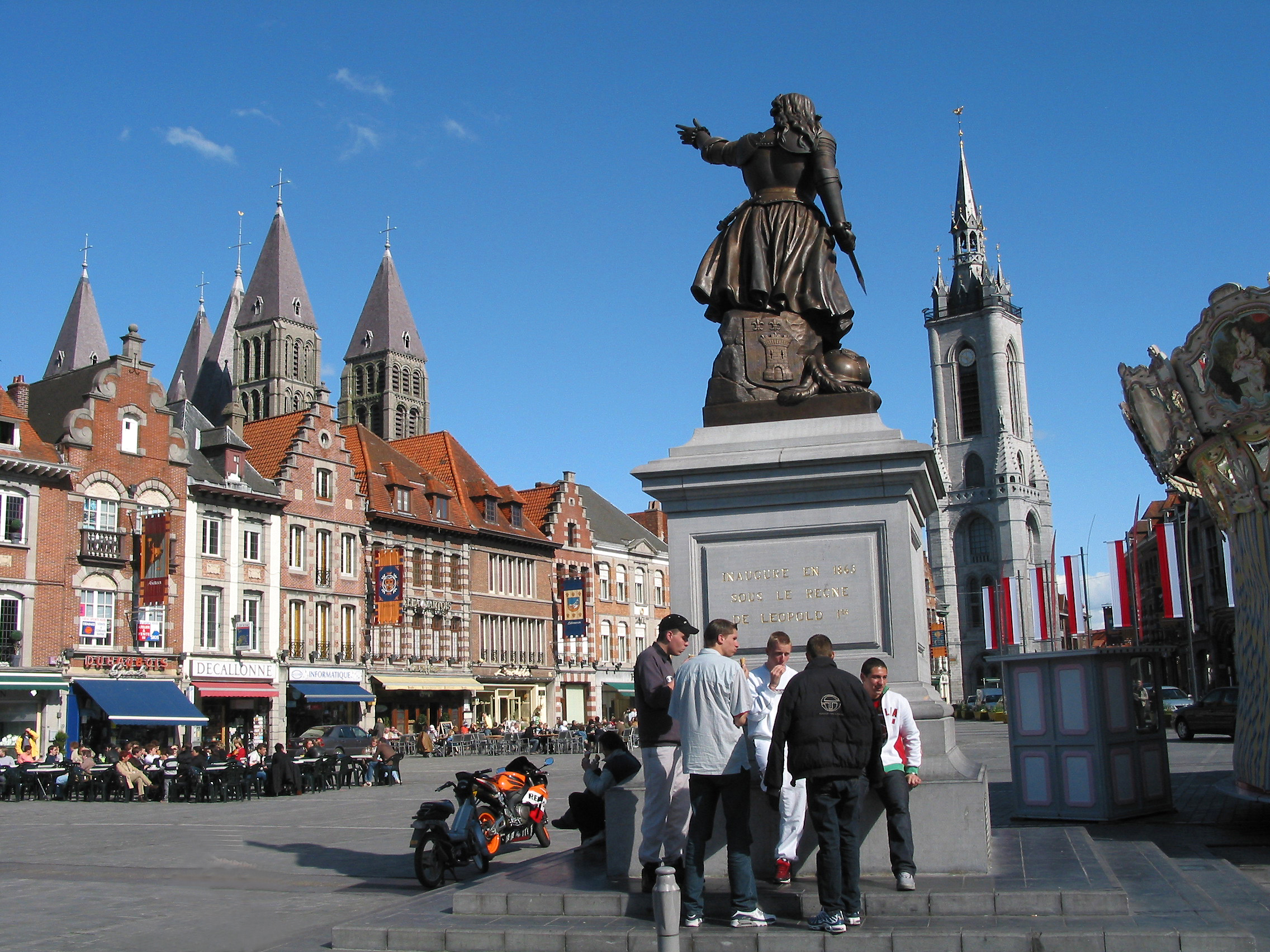
La Grand Place, con la torre a destra e la cattedrale a sinistra.